# Victor Schoelcher
Victor Schœlcher (/vik.tɔʁ ʃœl.ʃɛʁ/; París, 22 de julio de 1804 - Houilles, 25 de diciembre de 1893) fue un político francés, uno de los más fervientes abolicionistas.

## Biografía
Nace en el seno de una familia burguesa originaria de Fessenheim (Alsacia) y estudia en el Liceo Condorcet. Al considerar que estaba demasiado desocupado, su padre, un famoso industrial en porcelanas decide enviarlo por asuntos de negocios en México en 1830. En su visita a Cuba, se muestra indignado ante la esclavitud. Al regresar a Francia, publica artículos, obras, se dedica a ir a todas partes y se une a la Sociedad en favor de la abolición de la esclavitud, iniciando un combate que prosiguió a lo largo de toda su vida.
Participó en el Gobierno Provisional de 1848, al ser nombrado por el ministro François Arago subsecretario de Estado de Marina y para las colonias. Como presidente de la comisión en favor de la abolición de la esclavitud, fue el responsable del Decreto de abolición de la esclavitud de 27 de abril de 1848, que terminó con la esclavitud de modo definitivo en Francia y en sus colonias. En efecto, la esclavitud ya se había abolido en Francia a instancias del Abad Henri Grégoire durante la Revolución francesa, el 4 de febrero de 1794, pero Napoleón Bonaparte la restableció en 1802. 
Diputado por la Martinica y Guadalupe entre 1848 y 1850 se sienta en la izquierda del hemiciclo. Era republicano, defendió los derechos de la mujer y fue contrario a la pena de muerte. Durante el Segundo Imperio Francés que siguió al golpe de Estado de Luis Napoleón Bonaparte fue detenido y tuvo que exiliarse en Inglaterra, en donde se encontró a menudo con su amigo Victor Hugo. Tras la batalla de Sedán que supone la derrota de las tropas imperiales regresa a Francia. Tras la abdicación de Napoleón III, vuelve a ser elegido diputado por la Martinica en la Asamblea Nacional en 1871. En 1875, pasa a ser senador perpetuo.
Al final de su vida, al no tener familia, decidió donar todos sus bienes. Está enterrado en París, en el cementerio de Père Lachaise, y sus restos se trasladaron al Panteón de París el 20 de mayo de 1949, junto a las del francoguayanés Félix Éboué, que fue el primer negro que fue inhumado allí.
Como homenaje a su lucha contra la esclavitud, la comuna Case-Navire (Martinica), pasó a llamarse Schœlcher en 1888.